# Nouveau musée Mâ Loango de Diosso
Le nouveau musée Mâ Loango de Diosso est un musée national de la république du Congo situé dans le département du Kouilou et la localité de Diosso, à 25 km au nord de Pointe-Noire, la capitale économique.

## Histoire

### Le palais royal
L'origine du musée Mâ Loango est intimement liée à celle du royaume de Loango et à celle de ses souverains. Tout commence au XVIIe siècle, lorsque les habitants de Diosso entreprennent d'ériger en l'honneur de leur souverain N'Gangue M'voumbe Niambi le premier palais royal en bois sculpté. Ledit palais servit par la suite de résidence à ses successeurs.
À la fin du XIXe siècle, le Mâ Loango Moe Makosso-Tchinkosso, qui régna de 1882 à 1885, affaibli par le blocus de la côte établi par l'aviso Sagittaire, empêchant tout contact entre les villages, fut contraint de capituler. Le 12 mars 1883, il signe avec le lieutenant de vaisseau Robert Cordier un traité de souveraineté, de commerce et de cession du territoire, en présence des négociants portugais Manuel Saboga et français Ferdinand Pichot. Par ailleurs, le pouvoir central du Mâ Loango s'estompe au profit de potentats locaux. Certains d'entre eux, parmi lesquels André Moé-Loemba (autochtone élevé par les missions portugaises, fondateur du village de Tchimbamba), Mamboma Makosso, Mvumvo Lucieno et Matchimbamba paraphent, le 21 juin 1883, le traité de Punta-Negra, avec le même lieutenant de vaisseau Cordier, permettant à la France de prendre possession de ce territoire.
En 1952, l'administration coloniale française décide de construire une habitation moderne de plain-pied, en matériaux durables afin de servir de palais royal. À partir de 1954, ce sera la résidence de Moe Poaty III, qui régna du 18 mars 1931 jusqu'à sa mort le 3 mai 1975.
Le palais royal ne fut plus habité durant 6 années, à cause des problèmes de succession au sein de la famille royale.
On peut être surpris par l'aspect modeste du bâtiment de 220 mètres carrés qui comprenait en plus, des dépendances abritant la cuisine et les logements des épouses royales. L'explication se trouve dans la tradition loango selon laquelle les maisons d'habitation n'étaient pas construites en matériaux durables. Cela facilitait en effet la coutume qui voulait que toute maison ayant connu un décès soit abandonnée après celui-ci. C’est certainement pour cela qu’après la mort de Moe Poaty III aucun de ses successeurs n’occupa les lieux.

### Le Musée régional des arts et des traditions Mâ Loango

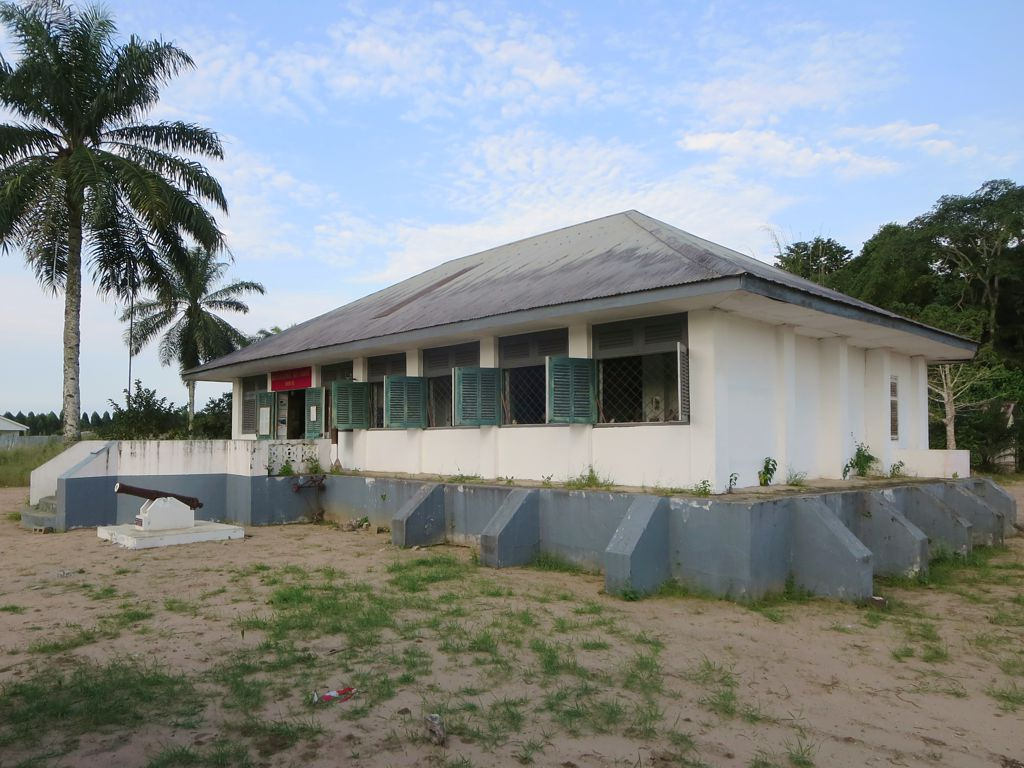
Le musée régional Ma-Loango en 2015.

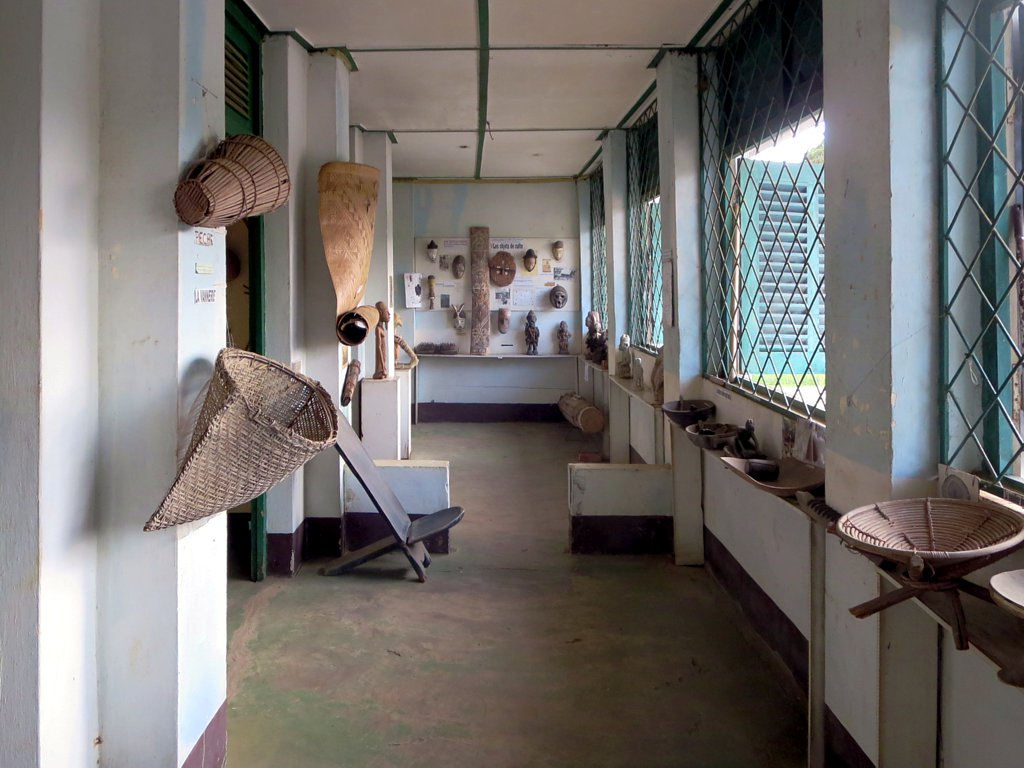
Expositions du musée régional Ma-Loango (2015).

Le ministère de la Culture récupère le bâtiment et transforme l’ex-résidence royale en musée. Le 10 avril 1982, Jean-Baptiste Tati Loutard, alors ministre de l’Enseignement secondaire et supérieur, de la culture et des arts inaugure le musée. Depuis, le Musée Mâ Loango est une institution publique dont le but est de protéger le patrimoine culturel et historique du Congo dans toute sa diversité. Il était ouvert au public estudiantin et chercheur, et à toute personne désireuse de s’imprégner de l’histoire de cette région de l'Afrique.
Le musée mesure 20 mètres de long sur 11 mètres de large et contient des séjours, des couloirs, des chambres, et la salle de bains du roi. Toutes ces chambres ont été transformées en salles d'exposition ou en réserve.
Plus de 300 objets et documents y sont exposés, ainsi que d'une douzaine de collections différentes, illustrant des événements historiques et l'évolution de la société congolaise. Les objets de grande valeur artistique, sont exposés aux côtés de ceux plus modestes, liés à la vie quotidienne qui sont considérés comme importants dans l'étude des peuples anciens congolais. Les outils de travail traditionnels comprennent des pioches, des haches, des couteaux, des soufflets en bois, des gourdes, et des herminettes,.
Les bijoux et vêtements traditionnels comprennent des pagnes, des coiffures, et le costume Tchikumbi (jeune fille nubile). Les objets domestiques sont représentés par un tapis de jonc, ainsi que de la paille et des ustensiles de cuisine. Les armes et les pièges sont des lances, des couteaux, des arbalètes, de cloches de chasse en bois, des pièges de chasse en osier et des filets. Les objets traditionnels de culte incluent des statuettes en pierre, un masque Punu, le masque Kidumu, ainsi que les figurines Kebe Kebe et Mboumba. Les instruments musicaux traditionnels sont ceux des groupes ethniques Yombe et Dondo.
C'est grâce à la passion du conservateur du musée Joseph Kimfoko Madoungou pour l’anthropologie, l’ethnologie et la muséographie que ce musée a gardé une âme et est le seul musée qui fonctionne actuellement au Congo. Monsieur Kimfoko Madoungou est en effet bien plus qu’un simple conservateur. On lui doit les collections exposées au musée et sans nul doute le fait qu’il existe encore, tant les autorités, notamment celles de la culture, n’y portent qu’un intérêt dérisoire.
Deux jeunes universitaires (Louis Marie Pandzou) ont pris la suite après sa retraite. Dès 2004, Kimfoko estimait que la pérennité du musée était menacée,.

## Le nouveau projet
Au regard de l'état de délabrement avancé de l'ancien bâtiment, ainsi que de l'état de conservation jugé critique de certaines pièces organiques des collections, la société Total E&P Congo est venue à la rescousse de ce haut lieu de la mémoire collective. Elle a financé et construit la base la plus importante pour l’étude historique et scientifique du Congo, à savoir, le nouveau Musée Mâ Loango de Diosso.
En effet, sous la férule de Jacques Azibert,, directeur général de la fililale congolaise entre 2008 et 2012, qui a initié ce projet, Total a signé une convention de partenariat le 4 novembre 2014, avec le ministère des hydrocarbures et le ministère de la culture, pour la construction du nouveau musée.
Le 22 juin 2012, la pose de la première pierre de ce musée est effectuée en présence de Fidèle Dimou, préfet du Kouilou, Rolland Bouiti-Viaudo, le maire de Pointe-Noire, Jacques Azibert, Abdourahamane Diallo, représentant-résidant de l'UNESCO au Congo et caution scientifique du projet.

### Dimension scientifique
Elle inclut,:
- la collecte de nouveaux matériaux;
- l'inventaire et la restauration de l’existant aux normes internationales;
- le classement selon les standards professionnels;
- l'utiilisation de nouvelles technologles de l'information;
- et la formation des futurs animateurs de ce musée

### Dimension internationale
Le projet s'inscrit dans une double dimension internationale,:
- Primo, le site de l'ancien port d’embarquement des esclaves de Loango voisin est sur la liste d’admission au patrimoine mondial de l’Unesco et donc de l’humanité depuis le 12 juin 2008.
- Secundo, il fait partie du grand projet de l’Unesco, appelé « La route de l’esclave ».

### Dimension régionale et nationale
Cet outil culturel permet aux congolais, notamment les originaires du royaume de Loango de connaitre leur passé, avoir une conscience du présent et envisager l’avenir avec sérénité.
Les objectifs visés par ce musée sont,:
- La préservation et valorisation des différentes collections témoignant de l’histoire et de l’héritage culturel du royaume Loango;
- L'exposition, la préservation et la transmission du patrimoine immatériel, des traditions et du savoir-faire de cette époque;
- L'aide des futurs visiteurs à mieux connaître l’histoire du royaume Loango de sa création à nos jours;
- L'assurance de permettre aux congolais, notamment les originaires du royaume de Loango de connaitre leur passé, avoir une conscience du présent et envisager l’avenir avec sérénité.

### Dimension architecturale
Le musée comprend,:
- un logement pour le conservateur;
- un bâtiment administratif;
- un pavillon d’exposition permanente et un pavillon d’exposition temporaire
- un espace pour les conférences-débats;
- une esplanade couverte pour abriter les évènements de danses traditionnelles et autres manifestations;
- des espaces consacrés aux métiers traditionnels : vannerie, forge, tisserands, ébénisterie, etc.
- un espace technique
- un forage d'eau
- et un bloc sanitaire

Afin de donner davantage vie à ce haut lieu de la culture, le concepteur a prévu des espaces dédiés où les artisans pourront aussi vendre leurs produits. Sans oublier, naturellement un espace de restauration, où il est souhaité la mise en valeur de l’art culinaire traditionnel, et donc un menu aux mets traditionnels ou purement africains.
Toutes ces activités pourront alors générer des fonds nécessaires pour assurer le fonctionnement du musée ou tout au moins faire face à certaines charges, hormis la fourniture d’électricité qui sera assurée par l’énergie solaire et l’aération par un système de ventilation naturelle, ainsi que des matériaux de construction adaptés. Ainsi, le musée Mâ Loango vise à devenir un lieu privilégié pour les chercheurs, historiens, sociologues, anthropologues, etc.

### Inauguration
Le Nouveau Musée Mâ Loango a été inauguré le 23 août 2018, par le ministre de la culture et des arts, Dieudonné Moyongo, en présence du ministre des hydrocarbures, Jean-Marc Tchystère Tchicaya, du préfet du Kouilou, Paul Adam Dibouilou et de plusieurs invités,.
Il s'est ensuivi l’inauguration d’une stèle de 6 mètres de haut, sur le site de l'Ancien port d'embarquement des esclaves de Loango vers les Amériques.